# Ginger Helgeson
Ginger Helgeson (St. Cloud (Minnesota), 14 september 1968) is een voormalig tennisspeelster uit de Verenigde Staten. Zij was actief in het proftennis van 1987 tot en met 1998. In september 1994 trad zij in het huwelijk met Todd Nielsen – vanaf januari 1995 speelde zij onder de naam Ginger Helgeson-Nielsen.

## Loopbaan

### Enkelspel
Helgeson debuteerde in 1987 op het ITF-toernooi van Paliano (Italië). Zij stond in 1989 voor het eerst in een finale, op het ITF-toernooi van St. Simons (VS) – zij verloor van landgenote Linda Wild.
In 1989 kwalificeerde Helgeson zich voor het eerst voor een WTA-hoofdtoernooi, op het toernooi van San Diego. Zij strandde in de eerste ronde. Zij stond in 1994 voor het eerst in een WTA-finale, op het toernooi van Auckland – hier veroverde zij haar eerste en enige titel, door de Argentijnse Inés Gorrochategui te verslaan.
Haar beste resultaat op de grandslamtoernooien is het bereiken van de vierde ronde. Haar hoogste positie op de WTA-ranglijst is de 29e plaats, die zij bereikte in januari 1995.

### Dubbelspel
Helgeson was in het dubbelspel minder actief dan in het enkelspel. Zij debuteerde in 1984 op het ITF-toernooi van Freehold (VS) samen met landgenote Angie Minissian.
In 1990 kwalificeerde Helgeson zich voor het eerst voor een WTA-hoofdtoernooi, op het toernooi van Montreal, samen met landgenote Stacey Schefflin. Zij strandden in de eerste ronde. Zij stond in 1992 voor het eerst in een WTA-finale, op het toernooi van Schenectady, samen met landgenote Shannan McCarthy – zij verloren van het koppel Alexia Dechaume en Florencia Labat. Helgeson won geen WTA-dubbelspeltitel. Wel won zij in 1997 het ITF-toernooi van Newport (VS), samen met de (toen nog) Amerikaanse Janet Lee, door Amanda Augustus en Amy Jensen te verslaan.
Haar beste resultaat op de grandslamtoernooien is het bereiken van de kwartfinale. Haar hoogste positie op de WTA-ranglijst is de 38e plaats, die zij bereikte in januari 1995.

## Posities op deWTA-ranglijst
Positie per einde seizoen:
| jaartal | ranking enkelspel | ranking dubbelspel |
| ------- | ----------------- | ------------------ |
| 1998    | 149               | 107                |
| 1997    | 162               | 58                 |
| 1996    | 792               | 466                |
| 1995    | 110               | 235                |
| 1994    | 30                | 39                 |
| 1993    | 53                | 75                 |
| 1992    | 71                | 86                 |
| 1991    | 58                | 108                |
| 1990    | 241               | 257                |
| 1989    | 239               | –                  |
| 1988    | 328               | 328                |
| 1987    | 543               | –                  |

## Palmares
| Legenda                |
| ---------------------- |
| Grandslamtoernooi      |
| Olympische Spelen      |
| Year-End Championships |
| Tier I                 |
| Tier II                |
| Tier III               |
| Tier IV & V            |

### WTA-finaleplaatsen enkelspel
| nr.              | finaledatum | toernooi     | ondergrond | tegenstandster     | score         |         |
| ---------------- | ----------- | ------------ | ---------- | ------------------ | ------------- | ------- |
| Gewonnen finales |             |              |            |                    |               |         |
| 1.               | 1994-02-06  | WTA Auckland | hardcourt  | Inés Gorrochategui | 7-6, 6-3      | details |
| Verloren finales |             |              |            |                    |               |         |
| 1.               | 1995-02-05  | WTA Auckland | hardcourt  | Nicole Bradtke     | 6-3, 2-6, 1-6 | details |

### WTA-finaleplaatsen vrouwendubbelspel
| nr.              | finaledatum | toernooi        | ondergrond | partner          | tegenstandsters                 | score         |         |
| ---------------- | ----------- | --------------- | ---------- | ---------------- | ------------------------------- | ------------- | ------- |
| Verloren finales |             |                 |            |                  |                                 |               |         |
| 1.               | 1992-08-30  | WTA Schenectady | hardcourt  | Shannan McCarthy | Alexia Dechaume Florencia Labat | 3-6, 6-1, 2-6 | details |
| 2.               | 1994-08-07  | WTA San Diego   | hardcourt  | Rachel McQuillan | Jana Novotná Arantxa Sánchez    | 3-6, 3-6      | details |

## Prestatietabel grandslamtoernooien
| Legenda | Legenda                          |
| ------- | -------------------------------- |
| g.t.    | geen toernooi gehouden           |
| l.c.    | lagere categorie                 |
| –       | niet deelgenomen                 |
| G       | uitgeschakeld in de groepsfase   |
| 1R      | uitgeschakeld in de eerste ronde |
| 2R      | uitgeschakeld in de tweede ronde |
| 3R      | uitgeschakeld in de derde ronde  |
| 4R      | uitgeschakeld in de vierde ronde |
| KF      | uitgeschakeld in de kwartfinale  |
| HF      | uitgeschakeld in de halve finale |
| F       | de finale verloren               |
| W       | het toernooi gewonnen            |
| w-v     | winst/verlies-balans             |

### Enkelspel
| Toernooi        | 1991 | 1992 | 1993 | 1994 | 1995 |    | 1997 | 1998 |
| --------------- | ---- | ---- | ---- | ---- | ---- | -- | ---- | ---- |
| Australian Open | 1R   | 1R   | 3R   | 4R   | 1R   | 1R | 2R   |      |
| Roland Garros   | 1R   | 2R   | 2R   | 2R   | –    | –  | 1R   |      |
| Wimbledon       | 1R   | 2R   | 1R   | 3R   | –    | 2R | 1R   |      |
| US Open         | 1R   | 2R   | 3R   | 4R   | –    | –  | –    |      |

### Vrouwendubbelspel
| Toernooi        | 1991 | 1992 | 1993 | 1994 | 1995 |    | 1997 | 1998 |
| --------------- | ---- | ---- | ---- | ---- | ---- | -- | ---- | ---- |
| Australian Open | –    | 2R   | 2R   | 1R   | 1R   | 2R | 1R   |      |
| Roland Garros   | 3R   | 1R   | 2R   | KF   | –    | 3R | 1R   |      |
| Wimbledon       | 1R   | 1R   | 1R   | 2R   | –    | KF | 3R   |      |
| US Open         | 1R   | 1R   | 2R   | 3R   | –    | 1R | 1R   |      |

### Gemengd dubbelspel
| Australian Open | –  | 2R | –  | 1R | –  | 1R |
| Roland Garros   | 2R | –  | 1R | –  | 1R | 3R |
| Wimbledon       | –  | 1R | –  | –  | 2R | 1R |
| US Open         | –  | KF | –  | –  | –  | –  |